# Instituto de Música Juan Morel Campos
El Instituto de Música Juan Morel Campos es una institución de las artes musicales en Ponce, Puerto Rico. Es una institución del Gobierno Municipal de Ponce. Su primer director fue Librado Net Pérez. La escuela fue fundada en 1947 bajo la administración municipal del alcalde Andrés Grillasca Salas como la Escuela Libre de Música de Ponce. La primera ubicación de la escuela estaba en la estructura anteriormente ocupada por el Liceo de Ponce (Liceo Ponceño), una escuela solo para niñas del siglo XX en la esquina noroeste de las calles Salud y Cristina.
En 1977 el nombre Escuela Libre de Música de Ponce se cambió a la Escuela Libre de Música Juan Morel Campos, en honor de un compositor y director de orquesta de Ponce. El crecimiento del número de inscritos y el aumento de las ofertas de la escuela resultaron en que la escuela se vio en la necesidad de ampliar su sede. En 2008, la escuela se expandió mediante la conversión de una estación de bomberos junto a las calles Cristina y Alcalde Cantera a un espacio con aulas adicionales, nuevas oficinas administrativas y un anfiteatro. 